# Acca (Eneida)
Acca és un personatge de l'Eneida de Virgili, esmentada com a germana i companya d'armes de la reina Camil·la dels volscs.
Esmentada usualment com a germana de la reina, en fou també la seva companya d'armes. No obstant això, realment ambdues no tenien lligams de sang, sinó que les unia la seva lleialtat eterna a la deessa Diana. Considerada com l'amiga més íntima de Camil·la, és present als darrers moments de la seva germana. Durant la batalla contra Arruns, Camil·la és ferida per aquest i abans de morir transmet un missatge a la seva amiga, mana que fugi del camp de batalla i que avisi a rei Turnus dels rútuls, que ha de protegir la ciutat dels troians. Tot seguit, Acca marxa a cavall de la batalla amb l'emoció de veure morir la seva germana.